# روشنایی معابر
چراغ برق یا روشنایی معابر که به اختصار چراغ، تیر یا روشنایی هم گفته می‌شود، به منابع روشنایی عمومی در سطح معابر و مکانهای عمومی گفته می‌شود. منابع روشنایی معابر عمدتاً در بالای تیرهای برق قرار دارند و امروزه عمدتاً از نوع الکتریکی هستند. پایه روشنایی پارکی یکی از تجهیزات سیستم تأمین روشنایی پارک‌ها و فضاهای سبز شهری و تفرجگاه‌ها می‌باشد . فرایند روشن سازی این فضاها نه تنها باید از نظر خصوصیات فنی استاندارد باشد بلکه چراغ پارکی باید از جنبه‌های ایمنی، هنری، بهداشتی، روانشناسی، ارگونومی و نیازهای استفاده کنندگان را برآورده نماید.
از سال ۲۰۱۷ و در سطح کره زمین، ۷۰٪ از کل برق از طریق سوخت‌های فسیلی تأمین می‌شود که منبع اصلی آلودگی هوا و ایجاد گازهای گلخانه‌ای است و اهمیت این موضوع به آن دلیل است که، در جهان تقریباً حدود ۳۰۰ میلیون از چراغ‌های خیابانی از این نوع برق تولیدی استفاده می‌کنند.

## تاریخچه
روشنایی معابر در شهرها از دیرباز مورد توجه بوده‌است و در هر زمان با امکانات متفاوتی نسبت به آن اقدام می‌شده‌است. مشعل، چراغ روغنی و چراغ گاز از نمونه‌های قدیمی تر روشنایی معابر هستند.

## مزایا
- ایمنی عابران و وسایل نقلیه
- کاهش جرم
- بر پایه مطالعات سال ۲۰۱۹، روشنایی معابر در کاهش بزهکاری شبانگاهی تا ۳۶٪ مؤثر است.[۳]

## معایب
- آلودگی نوری
- مصرف انرژی (بسته به نوع لامپ)

## نگه داری
چراغ‌های روشنایی معابر نیاز به بازرسی و مراقبت دارند که معمولاً به دو صورت پیشگیرانه و به هنگام بروز مشکل است

## نگارخانه

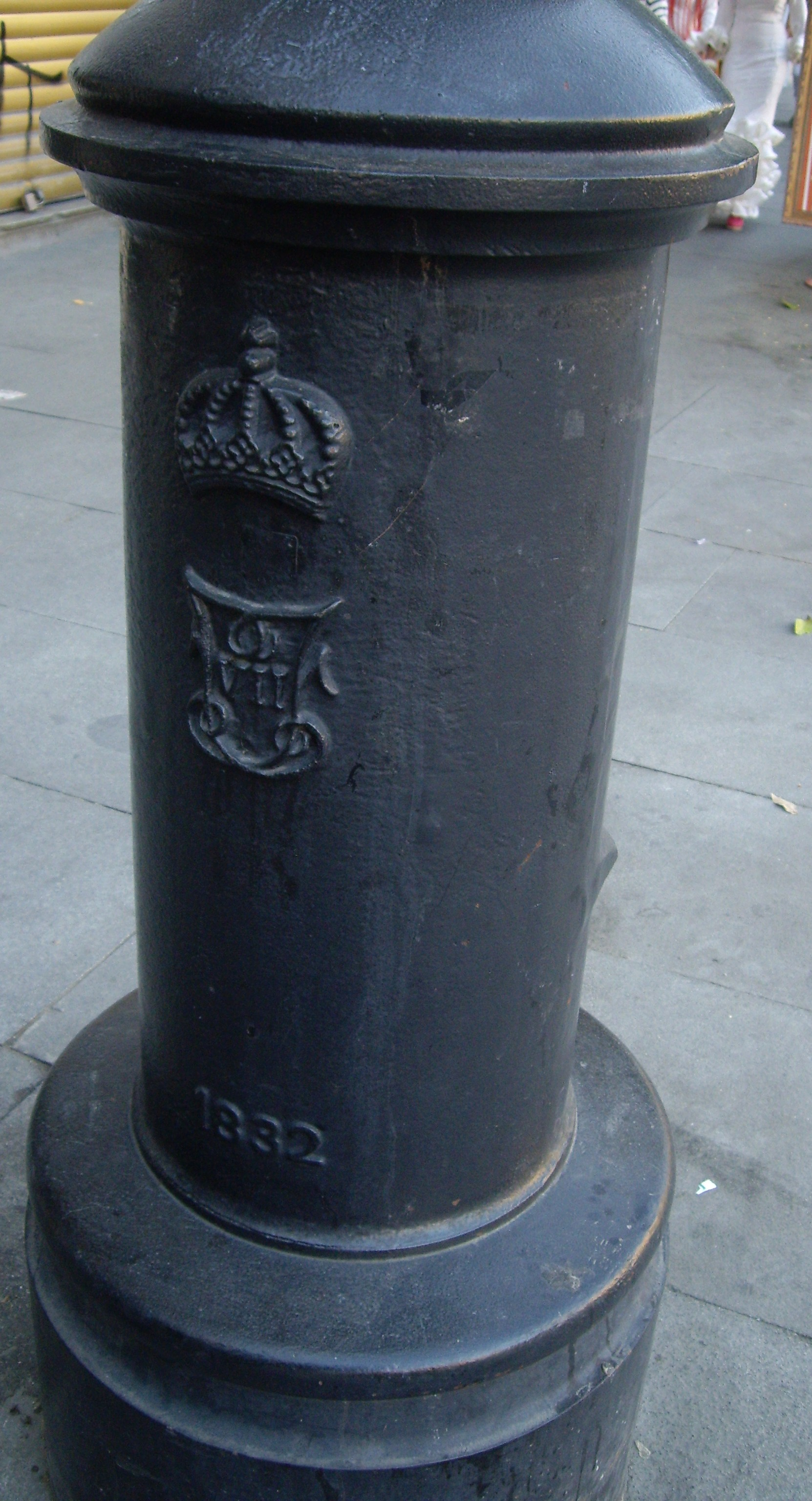
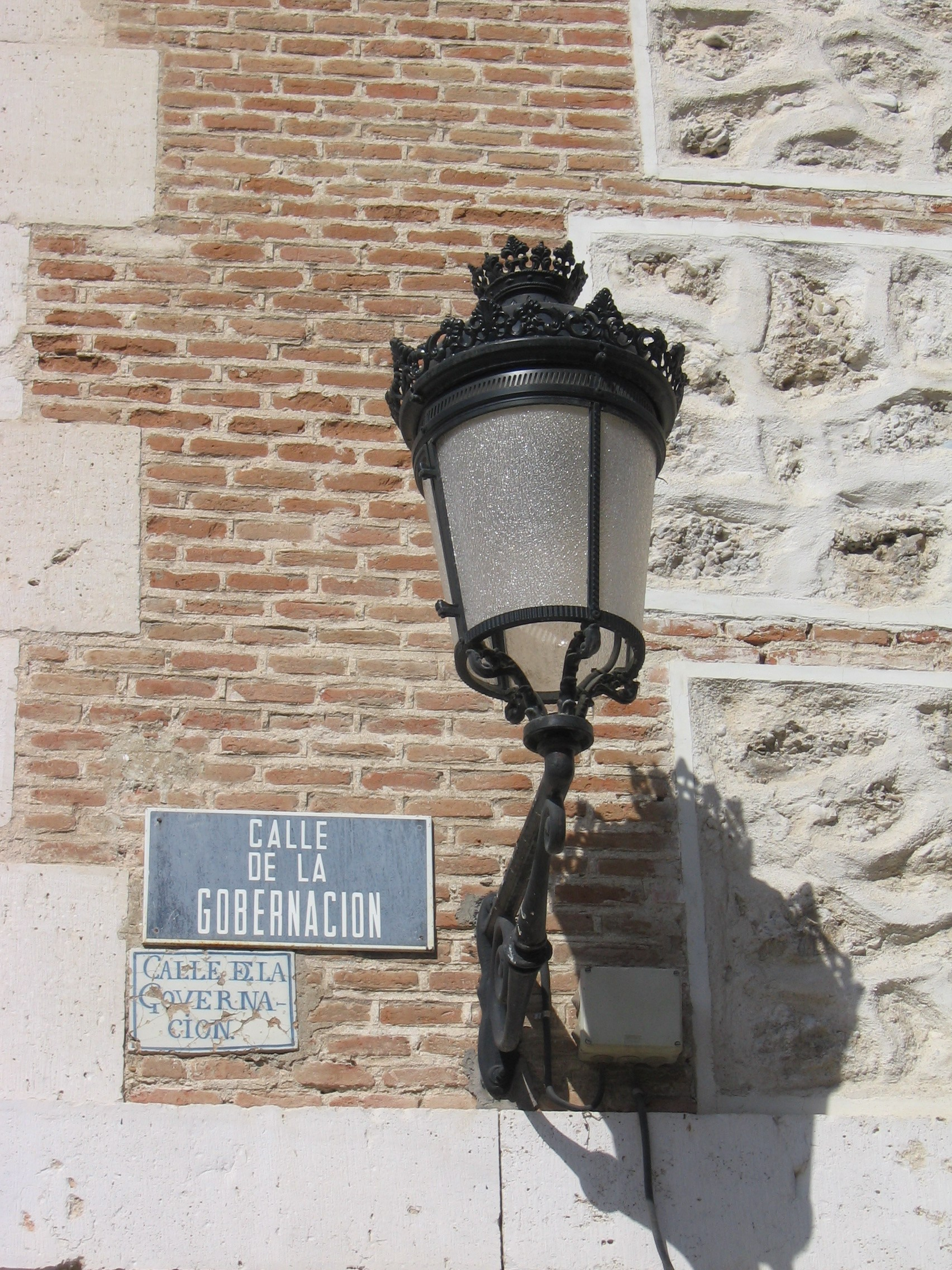
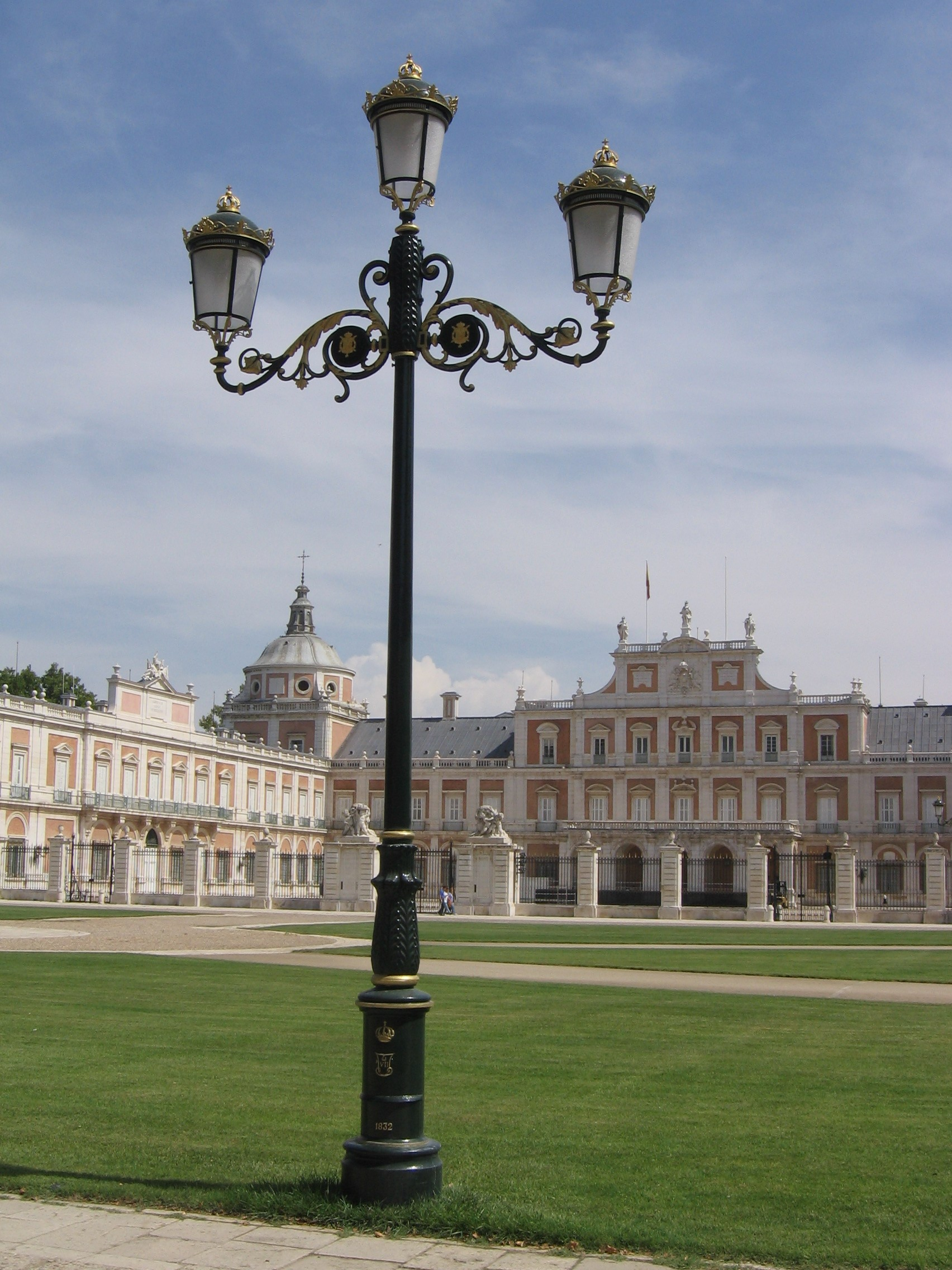